# Burg Rathsamhausen
Die Burg Rathsamhausen, auch als Hinter-Lützelburg bezeichnet, ist die Ruine einer Höhenburg bei Ottrott im Département Bas-Rhin im Elsass. Sie ist Teil der Ottrotter Schlösser.

## Geschichte
Die Burg wurde während des ersten Viertels des 12. Jahrhunderts erbaut. 1424 kaufte Heinrich von Hohenstein sie Lütelmann von Rathsamhausen ab. Im Jahr 1477 übertrug Jakob von Hohenstein die Burg an seinen Schwiegersohn Daniel von Müllenheim. 1530 erfolgten Bauarbeiten durch die Brüder Christoph und Caspar von Müllenheim, 1553/57 wurde die Burg schließlich an Conrad-Dietrich von Rathsamhausen-Ehnweier veräußert.

## Anlage

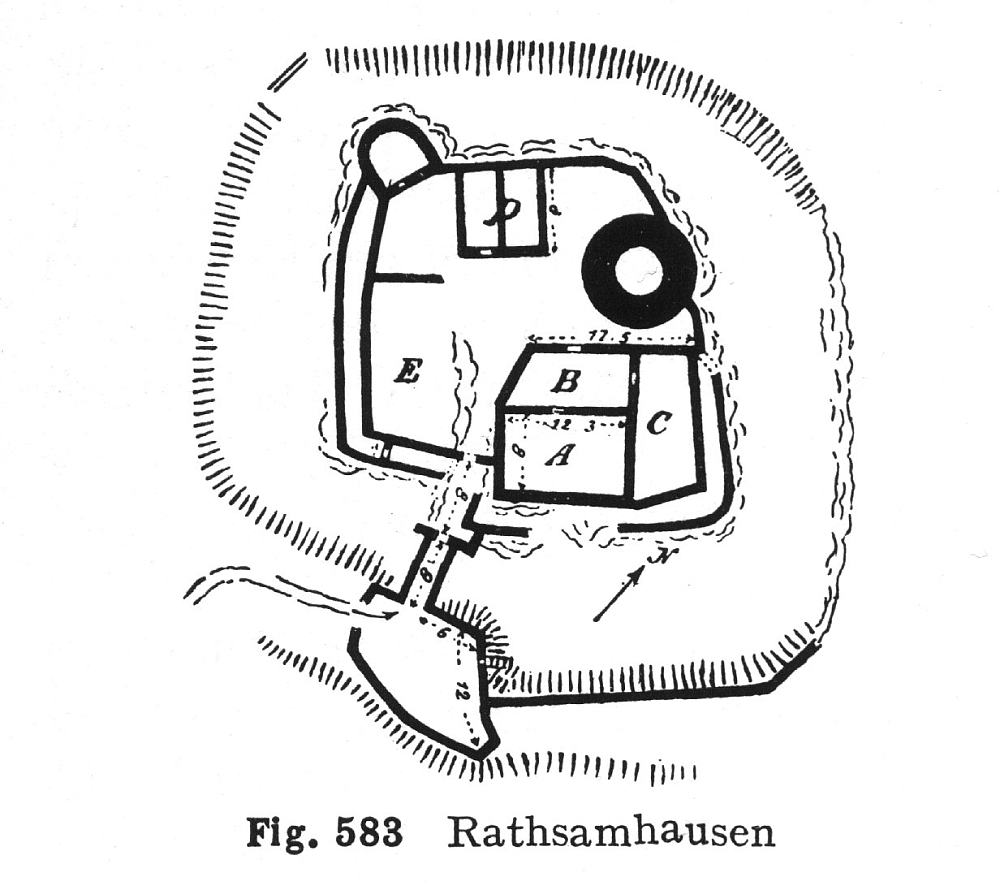
Grundriss

Die Ruine besteht aus einem die Anlage dominierenden, viergeschossigen Wohnturm (Donjon) mit einer Höhe von 18 Metern auf einer Grundfläche von etwa 11,90 × 16,10 Metern. Seine Mauerstärke beträgt 1,8 Meter. Daneben weist die Burg einen runden Bergfried auf sowie mehrere Nebengebäude, eine Ringmauer, Zwinger und eine Barbakane.
Eine Besichtigung der Burgruine ist aktuell (2024) wegen Einsturzgefahr nicht möglich, das Burggelände kann allerdings an ausgewählten Tagen bis einschließlich des Ringgrabens betreten werden. Sicherungs- und Restaurierungsarbeiten wurden 2017 in die Wege geleitet.